# Ann Rosendahl
Ann Janeth Margareta Rosendahl (* 20. Juli 1959 in Örebro) ist eine ehemalige schwedische Skilangläuferin.
Rosendahl, die für den Garphyttans IF startete, kam in der Saison 1982/83 viermal in die Punkteränge und errang damit den 27. Platz im Gesamtweltcup. In der folgenden Saison erreichte sie mit Platz 12 über 5 km in Reit im Winkl und Rang zehn über 10 km in Autrans den 24. Platz im Gesamtweltcup ihr bestes Gesamtergebnis. Beim Saisonhöhepunkt, den Olympischen Winterspielen 1984 in Sarajevo, belegte sie jeweils den 23. Platz über 5 km und 20 km und den 21. Rang über 10 km. Zudem wurde sie dort zusammen mit Karin Lamberg-Skog, Kristina Hugosson und Marie Risby Fünfte mit der Staffel. Im folgenden Jahr lief sie bei den Nordischen Skiweltmeisterschaften 1985 in Seefeld in Tirol auf den 31. Platz über 5 km.